# Бао Юсян
Бао Юсян (род. 1949, Шан) — текущий Президент и Верховный Глава Государства Ва.
Родился в штате Шан в семье вождя селения народности ва Кунма. В 20 лет Бао Юсян присоединился к вооруженному крылу Компартии Бирмы. Когда в 1989 году в Компартии Бирмы начался раскол, Бао Юсян стал одним из лидеров внутрипартийного мятежа. После распада Компартии Бирмы Бао Юсян вступил в ряды Объединенной Государственной Армии Ва и стал одним из ближайшие помощников ее командующего Чжао Нги Лая. Когда в 1995 году Чжао Нги Лай перенес инсульт и более не смог выполнять функции командующего и главы государства, Бао Юсян был избран новым Генеральным Секретарем Объединенной партии государства Ва, Президентом Ва и командующим армией Ва.
1. ↑  https://www.usip.org/sites/default/files/2019-07/pw_147-the_united_wa_state_army_and_burmas_peace_process.pdf
2. ↑  Myanmar’s Wa seek peace through strength (англ.). Asiatimes.com (17 апреля 2019).